# Gmina Siepraw
Die Gmina Siepraw ist eine Landgemeinde im Powiat Myślenicki der Woiwodschaft Kleinpolen in Polen. Ihr Sitz ist das gleichnamige Dorf mit etwa 4400 Einwohnern.

## Gliederung
Zur Landgemeinde (gmina wiejska) Siepraw gehören vier Dörfer mit sechs Schulzenämtern:
Czechówka, Łyczanka, Siepraw (I–III) und Zakliczyn.
Weitere Ortschaften der Gemeinde sind:
Brzeg
Grabie
Granice
Kawęciny
Leńcze
Łany
Łysa Góra Druga
Łysa Góra Pierwsza
Madejki
Pasternik
Psiara
Wieś Druga
Wieś Pierwsza
Wiśnicz
Zagórze
Załyczanka
Zarusinki

## Persönlichkeiten (geboren in Siepraw)
- Aniela Salawa (1881–1922), katholische Mystikerin und Ordensfrau
- Marek Oramus (* 1952), Schriftsteller.